# Aneflomorpha rosaliae
Aneflomorpha rosaliae är en skalbaggsart som beskrevs av Linsley 1942. Aneflomorpha rosaliae ingår i släktet Aneflomorpha och familjen långhorningar. Inga underarter finns listade i Catalogue of Life.